# Jean Riquin
Jean Riquin, né le 11 novembre 1925 à Paris et mort le 5 avril 2018 à Bourges, est un homme politique français.